# Accord polono-soviétique sur le changement de frontières du 15 février 1951

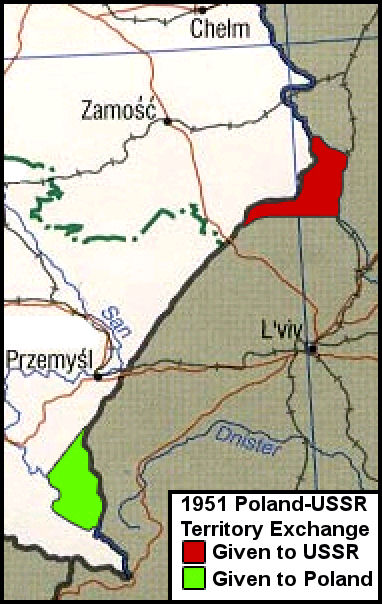
Zones concernées par l'échange frontalier de 1951 : en rouge les gains soviétiques, en vert les gains polonais.

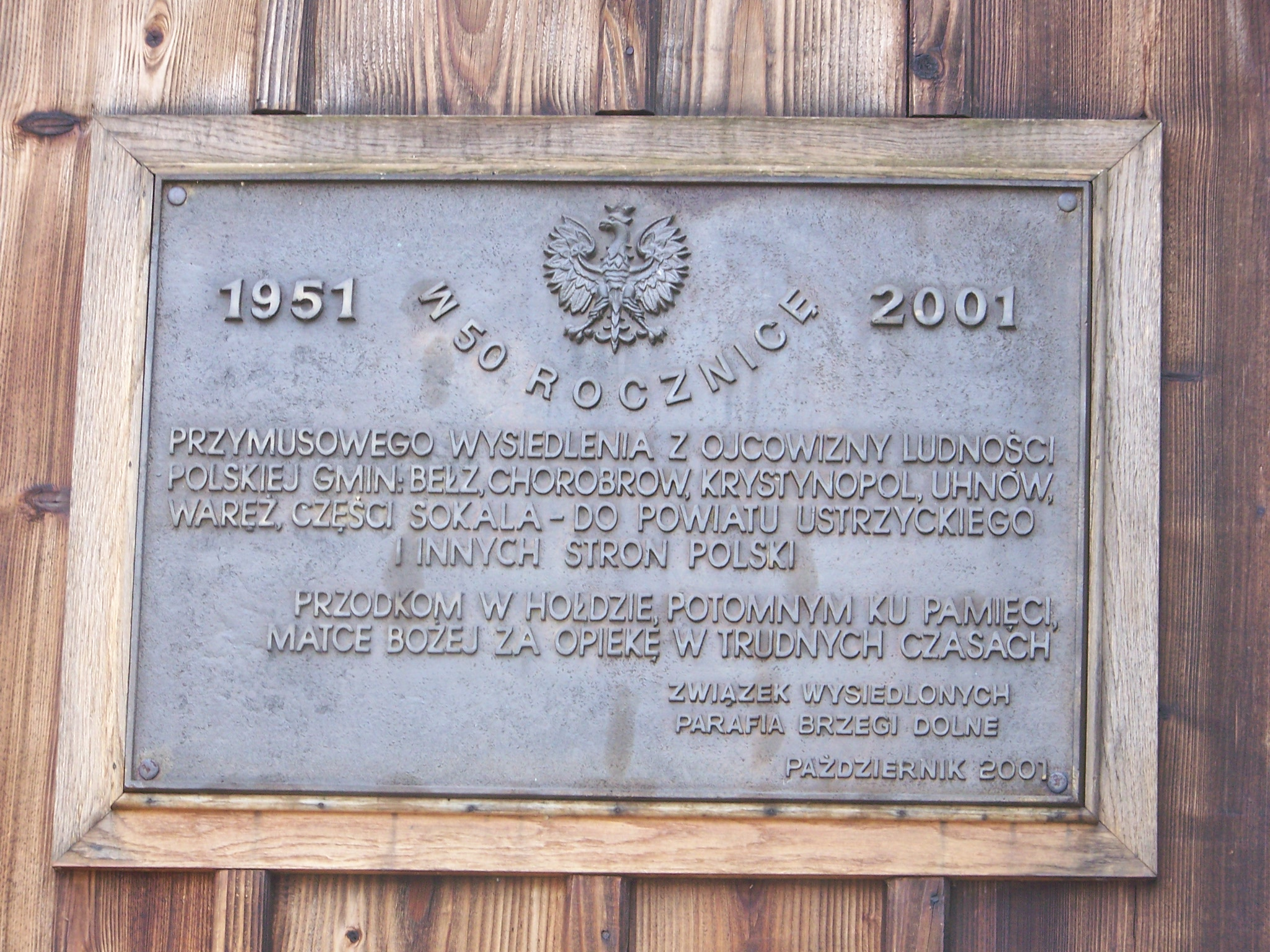
Plaque commémorant le 50e anniversaire de la réinstallation de la population du pays de Sokal, située sur l'ancienne église gréco-catholique de Brzegi Dolne.

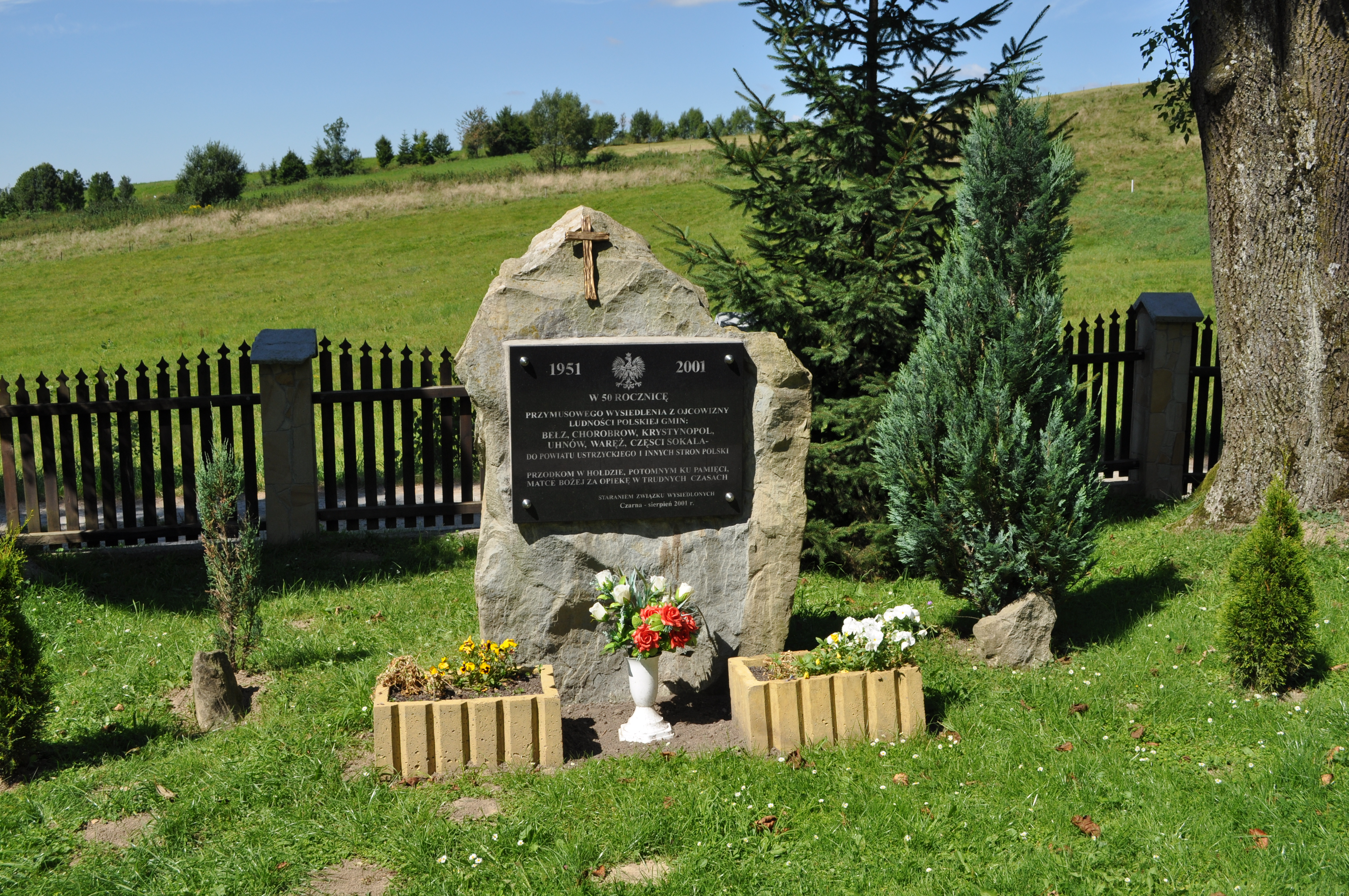
Stèle commémorant le 50e anniversaire de la réinstallation de la population du Pays Sokal, situé à l'église Notre-Dame du Rosaire à Czarna.

L'Accord sur la modification des frontières du 15 février 1951 représente le plus grand ajustement frontalier de l'histoire de la Pologne d'après-guerre et l'un des plus importants de l'histoire de l'Europe pour cette même période. Il concernait l'échange de territoires d'une superficie de 480 km².

## Causes
Une raison importante de l'échange était, pour la partie soviétique, la présence de gisements de houille dans le pays de Sokal ainsi que la liaison ferroviaire Rawa Ruska - Sokal, en échange desquels la Pologne a reçu des zones dotées de sols pauvres et de gisements de pétrole déjà exploités. Du côté polonais, un des arguments en faveur de l'échange de terres est qu'il permettrait d'achever la construction du complexe de centrales électriques Myczkowce-Solina sur la rivière San, lequel  avait commencé avant la Seconde Guerre mondiale, puis coupé en deux par la frontière polono-soviétique d'après-guerre, ce qui empêchait la Pologne de poursuivre ce projet après la guerre.
La partie soviétique notifia aux autorités polonaises le plan d'échange dans la seconde moitié de 1950. Les négociations commencèrent à Moscou en janvier 1951, dirigées par Aleksander Zawadzki. L'accord fut signé le 15 février 1951, annoncé le 25 mai 1951, ratifié par la partie polonaise le 31 mai 1951, et les documents de ratification furent finalement échangés le 6 juin 1951 .

## Dispositions de l'accord
- L'URSS a cédé à la Pologne les territoires situés au nord-est du cours supérieur du fleuve San.
- La Pologne a cédé à l'URSS une partie de la voïvodie de Lublin, avec notamment la ville de Bełz.

Selon l'accord, tous les biens immobiliers (bâtiments, fermes collectives, infrastructures, lignes de chemin de fer) ont été transférés avec le territoire au nouveau propriétaire. L'État se retirant ne peut donc présenter aucune demande d'indemnisation. Il conserve en revanche les droits sur les biens meubles (matériel agricole, matériel roulant, cheptel) à condition qu'ils soient enlevés.

## Réinstallation (Action HT)
Fin 1951 (octobre-novembre), les habitants de la zone fertile de Sokal ont été réinstallés dans les environs d'Ustrzyki Dolne dans le cadre de « l'Action H-T » (le nom vient des premières lettres des powiats d'origine des déplacés : Hrubieszów et Tomaszów).
À la suite de l'Action HT, 14 151 personnes ont été réinstallées, dont 7 460 personnes (1 917 familles) dans les territoires récupérés, et 3 934 personnes (1 097 familles) dans la zone d'Ustrzyki Dolne.